# Satoru Yamagishi
Satoru Yamagishi (山岸 智, Yamagishi Satoru, Chiba, 3 mei 1983) is een Japans voetballer die als middenvelder speelt.

## Carrière
Satoru Yamagishi speelde tussen 2002 en 2009 voor JEF United Ichihara Chiba en Kawasaki Frontale. Hij tekende in 2010 bij Sanfrecce Hiroshima.

## Japans voetbalelftal
Satoru Yamagishi debuteerde in 2006 in het Japans nationaal elftal en speelde 11 interlands.

## Statistieken
| Japans voetbalelftal | Japans voetbalelftal | Japans voetbalelftal |
| Jaar                 | Wed.                 | Dlp.                 |
| -------------------- | -------------------- | -------------------- |
| 2006                 | 3                    | 0                    |
| 2007                 | 5                    | 0                    |
| 2008                 | 3                    | 0                    |
| Totaal               | 11                   | 0                    |